# Phaneromyces platensis
Phaneromyces platensis är en svampart som beskrevs av Speg. 1909. Phaneromyces platensis ingår i släktet Phaneromyces och familjen Phaneromycetaceae.   Inga underarter finns listade i Catalogue of Life.